# Эмиграция из Беларуси после президентских выборов 2020 года

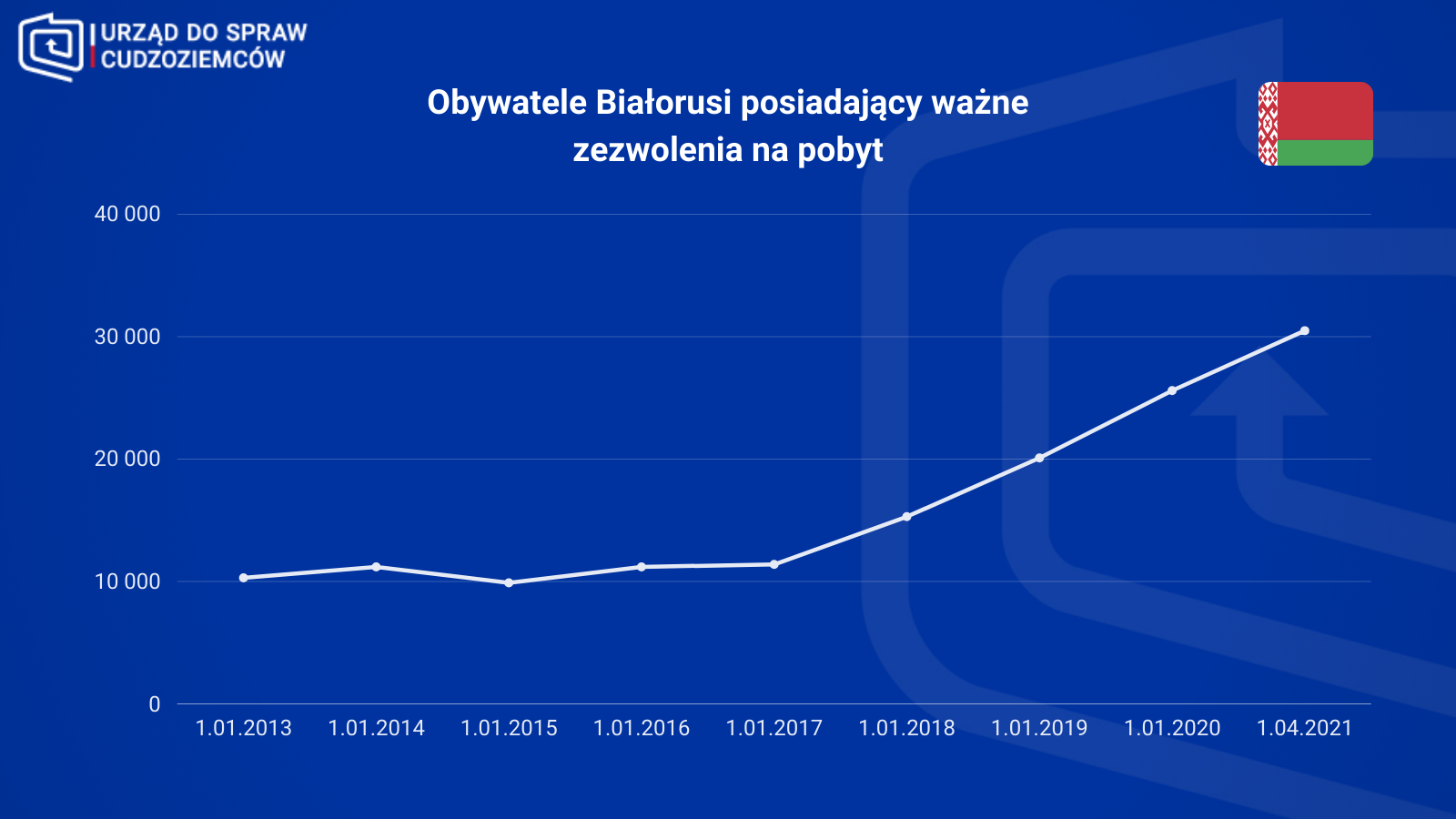
Динамика выдачи гражданам Беларуси видов на жительство в Польше

Эмиграция из Беларуси после президентских выборов 2020 года — отток населения из Беларуси, усилившийся после президентских выборов 2020 года и последовавшим за ними политическим кризисом. Основными направлениями иммиграции являются Польша, Украина, Литва и Латвия.

## Причины и предпосылки
Беспрецедентное в новейшей истории Беларуси применение насилия против протестующих после президентских выборов 2020 года заставило многих белорусов покинуть страну.

## Масштабы эмиграции
По данным Министерства иностранных дел Польши за период с июня 2020 года по июль 2021 года Польша выдала белорусам более 178 тысяч виз, из которых 12 тысяч были гуманитарными. В качестве сравнения: за весь 2019, до начала протестов, Польша выдала гражданам Беларуси 7 гуманитарных виз. Литва за 9 месяцев 2021 года выдала белорусам более 4 тысяч гуманитарных виз. Помимо этого с сентября 2020 года по август 2021 года гражданам Беларуси было выдано 20 тысяч национальных литовских виз. 206 человек направили запрос на получения убежища в Литве. Интернет-издание dev.by, специализирующееся на IT-секторе Беларуси, оценило количество покинувших страну IT-специалистов в 16-23 тысячи человек.
На начало 2023 года директор по исследованиям Института развития и социального рынка для Беларуси и Восточной Европы Алексей Лаврухин оценивает масштаб эмиграции в 400−500 тыс. человек, или 10 % от активно занятого в экономике страны слоя людей. Притом, при отсутствии позитивных изменений внутри государства и продолжительности пребывания в другой стране свыше 5 лет, доля вернувшихся в Беларусь прогнозируется не выше 2 %.

## Общественная реакция
20 августа 2020 года — спустя 2 недели после начала протестов более 150 экономистов из 25 стран мира обратились с открытым письмом к белорусскому правительству. Оно содержало предупреждение о губительных последствиях для экономики в случае дальнейшего нарушения прав человека. МВД Беларуси в свою очередь инициировало правки в закон «О гражданстве», позволяющие лишать гражданства уехавших за границу граждан Беларуси, в случае если оно получено путем натурализации. Правительствами Польши и Украины были приняты документы, облегчающие эмиграцию и нахождение на территории этих стран.